# Europium(III)-chromat
Europium(III)-chromat (Eu[CrO4]) ist eine chemische Verbindung aus Europium, Chrom und Sauerstoff in der Europium in der Oxidationsstufe +3, Chrom in der Oxidationsstufe +5 und Sauerstoff in −2 vorliegt.

## Gewinnung und Darstellung
Eine äquimolare Lösung aus Europium(III)-acetat und Chrom(VI)-oxid wird im Vakuum bei 70 °C getrocknet und anschließend auf 400 °C an Luft aufgeheizt. Ein weiteres Herstellungsverfahren ist die Reaktion aus stöchiometrischen Mengen von Eu[NO3]3·6 H2O und Cr[NO3]3·9 H2O für 30 min bei 433 K, 30 min bei 473 K und anschließend 60 min bei 853 K. Es wird dabei konstant ein Sauerstoffstrom über das Reaktionsgemisch geleitet.
{\displaystyle {\ce {Eu[NO3]3*6H2O + Cr[NO3]3*9H2O -> EuCrO4 + 6 NO2 + 15 H2O}}}

## Eigenschaften
Europium(III)-chromat kristallisiert tetragonal in der Raumgruppe I41/amd (Raumgruppen-Nr. 141) mit den Gitterparametern a = 722,134(1) und c = 632,896(1) pm mit vier Formeleinheiten pro Elementarzelle. Die Néel-Temperatur von Europium(III)-chromat liegt bei 15,9 K. Bei über 700 °C beginnt Europium(III)-chromat sich zu Europiumchromit EuCrO3 zu zersetzen.
{\displaystyle {\ce {2Eu[CrO4] -> 2EuCrO3 + O2}}}